# Mesto
Мелле Стомп (нидерл. Melle Stomp; род. 30 сентября 1999, Амстелвен, Северная Голландия), более известный под псевдонимом Mesto — нидерландский диджей и музыкальный продюсер.

## Биография

### Ранние годы
Родился 30 сентября 1999 года в Амстелвене, Нидерланды. В возрасте 6 лет начал играть на скрипке, уже в 11 лет барабанить. Проявил интерес к дип-хаусу и фьюче-хаусу после прослушивания трека «Gecko» диджея Оливера Хелденса. Впоследствии начал создавать музыку в стиле дип-хауса. Но позже переключился на фьюче-хаус.

### Музыкальная карьера
Начал свою карьеру в 2014 году, когда ему было 15 лет. Его первым релизом стал сингл «GO!», совместно созданный с диджеем Alex Ranzino, и выпущенный в 2014 году. 31 декабря 2015 года вышел трек «Bouncybob» диджея Мартина Гаррикса, Mesto стал его соавтором вместе с Justin Mylo.
В апреле 2016 года выпустил ремикс на трек «Me, Myself & I» американского рэпера G-Eazy. За ремиксом последовал бутлег песни «Another You» диджея Армина ван Бюрена. 10 октября 2016 года подписал контракт со Spinnin' Records.
15 октября 2016 года вышел совместный трек с Мартином Гарриксом под названием «WIEE».

## Дискография

### Синглы
- 2014: Mesto & Alex Ranzino — GO!
- 2015: Mesto — New York
- 2015: Mesto — Tokyo
- 2015: Mesto — Rio
- 2015: Mesto — Tetris (Truffle Butter Mashup)
- 2015: Martin Garrix — Bouncybob (feat. Justin Mylo & Mesto)
- 2016: Martin Garrix & Mesto — WIEE
- 2017: Fox Stevenson & Mesto — Chatterbox
- 2017: Mesto — Step Up Your Game
- 2017: Curbi X Mesto — BRUH
- 2017: Mesto — Chances (feat. Brielle Von Hugel)
- 2018: Tiësto & Mesto — Coming Home
- 2018: Jay Hardway & Mesto — Save Me
- 2018: Mesto — Give Me Love
- 2018: Mesto — Missing You
- 2019: Mesto — Leyla
- 2019: Mesto — Back & Forth
- 2019: Mesto & Jonas Aden — Your Melody
- 2019: Mesto — Don’t Worry (feat. Aloe Blacc)

### Ремиксы
- 2014: Magic! — Rude (Mesto & Benfield Remix)
- 2014: Ummet Ozcan — Raise Your Hands (Mike Williams & Mesto Future Bootleg)
- 2015: Major Lazer & DJ Snake feat. MØ — Lean On (Mesto Future Bootleg)
- 2015: Showtek feat. Vassy — Satisfied (Mesto Future Bootleg)
- 2016: G-Eazy & Bebe Rexha — Me, Myself (Mesto Remix)
- 2016: Armin van Buuren feat. Mr. Probz — Another You (Mesto Bootleg)
- 2016: Ill Phil — We’re Guna Fight Em Off (Mesto Remix)
- 2016: Florian Picasso — Final Call (Mesto & Justin Mylo Remix)
- 2016: NERVO & Askery — Alone (feat. Brielle Von Hugel) (Mesto Remix)
- 2017: DVBBS & CMC$ ft. Gia Koka — Not Going Home (Mesto Remix)
- 2017: David Guetta & Afrojack feat. Charli XCX & French Montana — Dirty Sexy Money (Mesto Remix)
- 2018: Sam Feldt — Just Dropped In (My Condition) (feat. Joe Cleere) (Mesto Remix)
- 2018: Kungs & Stargate ft. GOLDN — Be Right Here (Mesto Remix)